# Ike Hatch
Isaac Flower „Ike“ Hatch (* 1891 in New York City; † 26. Dezember 1961 in London) war ein amerikanischer Jazz- und Vaudeville-Musiker (Gesang, Banjo), der seine größten Erfolge in den 1930er Jahren in England feierte.

## Leben und Wirken
Hatch studierte Gesang bei Abbie Mitchell und Gabrielle Sibelle; seine ersten Auftritte hatte er im Vaudeville. Im März 1919 gewann er den ersten Preis bei einem Wettbewerb, den ein Musikverleger austrug. Als Banjospieler nahm er mit W. C. Handy’s Memphis Blues Band auf („Beale Street Blues“) und trat mit Wilbur Sweatman im Eltinge Theatre auf. Im selben Jahr nahm er auch mit William Farrell den Gesangstitel „Lucy“ (mit Klavierbegleitung) auf.
Zunächst im Duo mit dem Sänger und Pianisten Elliott Carpenter, ab 1930 unter eigenem Namen (Ike „Yowse Suh“ Hatch and His Harlem Stompers bzw. The Dynamic Funster) nahm er in London von 1925 bis 1940 eine Reihe von Titeln für Regal-Zonophone und Odeon auf, meist humoristische Nummern wie „I Want a Little Lovin’“ (Harry Warren), „What Did I Tell Ya“ (Buddy DeSylva/Walter Donaldson) und die Andy-Razaf-Nummer „Yes-Suh“, in den 1930er-Jahren auch einige populäre Jazzstandards  der Zeit wie „Dinah“, „Georgia On My Mind“, „When It’s Sleepy Time Down South“, „Lady, Be Good“ und „Ain’t Misbehavin’“. In einem Pathé-Musikfilm trug er, begleitet von Carpenter, in Minstrel-Tradition die beiden Songs „Lawd You Made the Night Too Long“ und „The Rhythm's O.K. in Harlem“ vor. 1935 erwarb er den Shim Sham Club, in dem er auch auftrat. In der Nachkriegszeit arbeitete er weiter als Geschäftsführer von Londoner Nachtclubs.